# Четвериков, Николай Алексеевич
Николай Алексеевич Четвериков (03.08.1899 — 07.01.1942) — советский военачальник, участник Гражданской войны, Красной гвардии,Великой Отечественной войны. Начальник автобронетанковых войск Московского военного округа. Генерал-майор танковых войск (1940).

## Биография

### Начальная биография
Родился 3 августа 1899 года в селе Нолинское Емашевской волости Уфимского уезда и губернии (ныне село обезлюдело) в крестьянской семье. Русский.
Окончил 2 класса сельской школы села Нолинское Уфимского уезда Уфимской губернии (1911).
Член ВПК(б) с ноября 1919 года. 
Образование: Окончил 3-е Оренбургские кавалерийское курсы (1921), Высшая кавалерийская школа (1924), ВА РККА им. М. В. Фрунзе (1932), Ленинградские БТ КУКС (1932).

### Служба в армии
В Красной гвардии с ноября 1917 года. В РККА перешел с августа 1918 года.. С января 1918 года - боец 1-го красногвардейского отряда Шалашова. С 10 апреля 1918 года - помощник начальника конной разведки 3-го Тверского партизанского отряда (Восточный фронт). С августа 1918 года - помощник командира взвода 1-го Симбирского (железный) эскадрона 1-й Симбирской (24-й) стрелковой дивизии (1-я армия, Восточный фронт). С июня 1919 года - старшина отд. эскадрона 49-й стрелковой дивизии. С октября 1919  года - помощник командира 2-го эскадрона 1-го крепостного кавалерийского полка.
С января 1920 года по апрель 1921 года - курсант 3-х Оренбургских кавалерийских курсов командиров.
С апреля 1921 года - командир эскадрона 4-го Сибирского отряда ВЧК.
С января 1923 года по сентябрь 1924 года - слушатель Высшей кавалерийской школы (Петроград).
С сентября 1924 года - командир 3-го эскадрона 87-го Забайкальского кавалерийского полка (Сибирский военный округ). С марта 1925 года - помощник начальника полковой школы, с октября 1926 года - начальник полковой школы, с декабря 1926 года - начальник-комиссар полковой школы 87-го Забайкальского кавалерийского полка.
С мая 1929 года по май 1932 года - слушатель Военной академии РККА им. М. В. Фрунзе. С мая по июль 1932 года слушатель Ленинградских бронетанковых КУКС им. Бубнова.
С мая 1932 года - врид начальника 1-го отдела 31-й механизированной бригады (в/ч № 2814),  майор с 01.1936). С января 1937 года назначен начальником штаба 2-й запасной танковой бригады, полковник (с 12.02.1938), комбриг (с 4.11.1939).
Приказом НКО № 252 от 01.1938 года назначен Начальником АБТО Московского ВО, генерал-майор т/в (Постановление СНК СССР № 945 от 04.06.1940).
1 декабря 1941 года госпитализирован в звакогостпиталь № 4012 с диагнозом двухсторонний Фиброзно-кавернозный туберкулёз легких.
Умер 7 января 1942 года от туберкулеза легких в городе Чебаркуле, Челябинская области. Похоронен Чебаркуль.

## Награды
- Орден Красного Знамени (30.11.1920)[6].

- Медаль «XX лет РККА» (1938)[7].

## Воинские звания
- майор Приказ НКО № 0062 от 01.1936)[2],
- полковник (Приказ НКО № 311 от 12.02.1938),
- комбриг (Приказ НКО № 1061 от 04.11.1939)[3],
- генерал-майор т/в (Постановление СНК СССР № 945 от 04.06.1940)[2]

## Память
- На братской могиле установлена стелла с именами[8].
- Имя воина увековечено в Главном Храме Вооружённых сил России, и навсегда запечатлено на мемориале «Дорога памяти»[9]